# Kjó, koi vo hadzsimemaszu
A Kjó, koi vo hadzsimemaszu (今日、恋をはじめます; Hepburn: Kyō, Koi o Hajimemasu, ’Ma megkezdődik a szerelmünk’) sódzso mangasorozat, melyet Minami Kanan írt. A manga első fejezete 2007-ben, míg zárófejezete 2014-ben, a Sódzso Comic magazinban jelent meg. A sorozatot a Flower Comics 15 tankóbonkötetbe összegyűjtve jelentette meg.

## Média

### Manga
Minami a manga elkészítése során egy „egyszerű lány” és egy „menő fiú” között akart romantikus szálat kibontakoztatni.
A Kjó, koi vo hadzsimemaszu eredetileg a Sódzso Comic magazinban futott 2007 és 2014 között, a fejezeteket a Flower Comics kiadó 15 tankóbonba összegyűjtve jelentette meg. Ezeken felül a Sódzso Comic 2008 júniusi lapszámához egy különleges dráma CD-t csomagoltak, mely az első fejezetet dolgozta fel.
A Kjó, koi vo hadzsimemaszut a Tokyopop Germany 3, 2, 1... Liebe! címen jelentette meg német nyelven.

### Anime
2010. április 5-én a Sódzso Comic bejelentette, hogy OVA-adaptáció készül a Kjó, koi vo hadzsimemaszuból, mely 2010. június 25-én, a manga kilencedik kötetével egybecsomagolva jelent meg DVD-n. Ezt a J.C.Staff animálta Jamaucsi Sigejaszu rendezésében. Az első epizódot 2011. február 25-én követte a folytatás, melynek főcímdala a French Kiss If című száma volt.

### Light novel
A Kjó, koi vo hadzsimemaszu: Hacukoi no Prelude (今日、恋をはじめます　初恋のプレリュード; Hepburn: Kyō, Koi o Hajimemasu: Hatsukoi no Prelude) című light novelt Takasze Junoka írta Minami felügyelete és illusztrációi mellett. A Hacukoi no Prelude a Kjó, koi vo hadzsimemaszu történetét meséli el Kjóta szemszögéből. A light novel 2010. február 26-án jelent meg.

### Dorama
2011. január 19-én a French Kiss, az AKB48 japán idolegyüttes egyik alegységének tagjainak főszereplésével megjelent egy élőszereplős dorama, mely egy évvel a Kjó, koi vo hadzsimemaszu története előtt játszódik. A dorama az együttes második kislemeze, az If mellé csomagolva jelent meg. A DVD egy másik változatán a French Kiss tagjai a manga képsorait szinkronizálják.

### Film
A Kjó, koi vo hadzsimemaszu élőszereplős filmadaptációját a Sódzso Comic 2011 decemberi lapszámában jelentették be. A film két főszereplője Takei Emi (Hibino Cubaki) és Macuzaka Tori (Cubaki Kjóta) volt. A felvételek 2012 januárjának elején kezdődtek meg, a film pedig 2012. december 8-án jelent meg.

## Fogadtatás
A manga első nyolc kötetéből több mint 8 millió példányt adtak el 2012 márciusáig.